# Jacques de Morgan
Jacques de Morgan (Huisseau-sur-Cosson, 3 de juny de 1857 - Marsella, 12 de juny de 1924) va ser un prehistoriador, arqueòleg, egiptòleg i iranòleg francès. La seva formació com a enginyer civil a l'École des mines de París i les seves funcions professionals com a enginyer de mines li van donar l'oportunitat d'explorar i excavar els seus primers jaciments arqueològics a l'orient. Posteriorment investit amb funcions arqueològiques oficials, va publicar nombrosos relats de les seves investigacions i anàlisis més generals. Va ser el descobridor del codi d'Hammurabi el 1901 a l'Iran i l'establidor de la cultura capsiana el 1909 a Tunísia.

## Biografia
Jacques Jean Marie de Morgan era d'una família originària de Gal·les. El seu pare, Eugène, també anomenat "Baró" de Morgan, era enginyer en troballes minerals. Els seus interessos eren l'entomologia i la prehistòria. Va anomenar els seus dos fills, Henry i Jacques. Més tard, els seus fills es van dedicar al treball de camp, excavant amb ell les falles de Campigny, prop de Roan, que havien donat nom a la primera fase del Neolític europeu. Amb el seu pare, Jacques va conèixer Gabriel de Mortillet, que estava relacionat amb el museu d'antiguitats nacionals de Saint-Germain durant les investigacions dels cementiris merovingis i que li va mostrar com catalogar els objectes excavats. L'objectiu de De Morgan era ser un geòleg professional com el seu pare, i el seu estil de vida personal li havia donat el tarannà viatjaire i estudiós des de la seva joventut. El 1879 va començar a publicar els resultats de la seva investigació, il·lustrats amb dibuixos que eren notables per la seva finor i precisió documental.
Pel que fa als estudis, Jacques de Morgan va completar els seus estudis secundaris al Lycée de Lons-le-Saunier. Es va graduar a l’École des mines (promoció de 1879) el 1882.
Va treballar a les mines d’or de Transsilvània, Armènia oriental, l'Índia, Malàisia, el Caucas i Pèrsia. A Malàisia (1884-1885) participà en l'explotació de mines d’estany. També va reunir col·leccions de papallones, mol·luscs i herbes. Va publicar àmpliament els seus descobriments i es va convertir en oficial de les Palmes Acadèmiques.

### Armènia
Del 1886 al 1889, va estar a Akthala (Armènia) amb Maurice Chaper per explotar una mina de coure en nom d’inversors francesos. Va ser acomiadat el 1888 per la companyia, després de la qual cosa va tornar a França i va publicar àmpliament els seus descobriments (Mission scientifique au Caucase, editor Ernest Leroux, París, 1889).
Familiaritzat amb la història d’Armènia durant aquesta estada, va reaccionar enèrgicament trenta anys després contra el genocidi perpetrat pel govern otomà del 1915 al 1917 (Contre les barbares de l'Orient, études sur la Turquie, ses félonies et ses crimes, Ed. Berger Levrault, 1918).

### Egipte
Abans de ser delegat general del Ministeri d'Instrucció Pública per a les excavacions perses, va ser nomenat per succeir Eugène Grébaut al capdavant del Departament d'Antiguitats d'Egipte, càrrec que va ocupar durant sis anys (1892-1897). Va excavar completament la necròpolis de Dashur, on hi va trobar les joies de les princeses Mereret i Sithathor a les galeries de les reines de la piràmide de Senusret III.
De Morgan estava interessat en la probabilitat que la civilització egípcia tingués un origen asiàtic.

### Iran

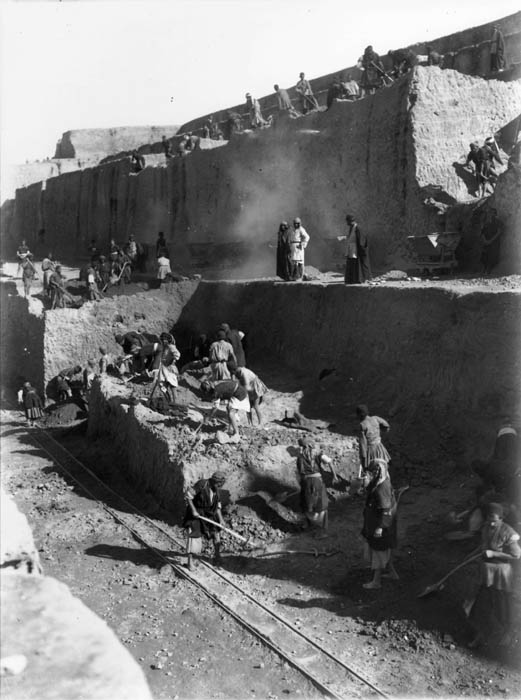
Rasa de Jacques de Morgan a l’acròpoli de Susa, a l’Iran,

El 1897 va ser nomenat com a delegat general del Ministeri d'Instrucció Pública a Pèrsia i se li van confiar les excavacions al territori iranià. Va excavar principalment a Susa i va descobrir l’obelisc de Manishtusu, l'estela de Narâm Sin, les lleis d'Hammurabi el 1901. També va explorar dòlmens a la regió situada al nord de Teheran i va portar a França fòssils, insectes i mol·luscs per a ser estudiats.

## Crítiques
Malgrat els seus èxits, el seu mètode d’excavació es considera, avui dia, massa centrat en la recerca d’obres d’art, en detriment total dels edificis i les capes estratigràfiques. El seu mètode va destruir estratigrafies i informacions importants que s'han perdut per sempre. Per exemple, no va dubtar a construir un imponent fort d'arquitectura francesa al peu dels llocs mil·lenaris de Susa utilitzant directament pedres d'aquests monuments.

## Publicacions
- Mission scientifique au Caucase, Ernest Leroux éditeur, París, 1889 volum 1, Les premiers âges des métaux dans l'Arménie russe, volum 2, Recherches sur les origines des peuples du Caucase
- Le trésor de Dahchour : liste sommaire des bijoux de la Plantilla:XIIe découverts dans la pyramide de briques de Dahchour, les 7 et 8 mars 1894, 1895 (llegiu en línia)
- Mission scientifique en Perse, Ernest Leroux éditeur, París, 1895 Paléontologie volum 3, Études géologiques, Part 1, volum 3, Études géologiques, Part 2, Part 3 et Part 4, volum 5, Études linguistiques, Part 1, volum 5, Études linguistiques, Part 2
- Recherches sur les origines de l'Égypte. L'âge de la pierre et les métaux, Ernest Leroux, París, 1896 (llegiu en línia)
- Recherches sur les origines de l'Égypte. Ethnographie préhistorique et volumbeau royal de Négadah, Ernest Leroux éditeur, París, 1897 (llegiu en línia)
- La délégation en Perse du ministère de l'Instruction publique, 1897 à 1902, Ernest Leroux éditeur, París, 1902 (llegiu en línia)
- Histoire et travaux de la délégation en Perse du ministère de l'Instruction publique, 1897-1905, Ernest Leroux éditeur, París, 1905 (llegiu en línia)
- Essai sur les nationalités, Ed. Berger-Levrault, 1917
  - Essai sur les nationalités, Ed. Académie de Marseille,1982
- Histoire moderne des Arméniens depuis la chute du royaume jusqu'à nos jours (1375-1916) (prefaci), Ed. París, J. Gamber, 1917
- Contre les barbares de l'Orient, études sur la Turquie, ses félonies et ses crimes, Ed. Berger-Levrault, 1918 (llegiu en línia)
- Histoire du peuple arménien, Ed. Berger-Levrault, 1919
  - Histoire du peuple armémien, Ed. Académie de Marseille, 1981
  - Histoire du peuple arménien, Ed. Catholicossat arménien de Cilicie, 2004
- La préhistoire orientale ouvrage posthume publié par Louis Germain, volum 1, Généralités, Librairie orientaliste Paul Geuthner, París, 1925 (llegiu en línia)
- La préhistoire orientale ouvrage posthume publié par Louis Germain, volum 2, L'Égypte et l'Afrique du Nord, Librairie orientaliste Paul Geuthner, París, 1926 (llegiu en línia)
- La préhistoire orientale ouvrage posthume publié par Louis Germain, volum 3, L'Asie antérieure, Librairie orientaliste Paul Geuthner, París, 1927 (llegiu en línia)
- La Citadelle de Suse au Musée Baron Gérard de Bayeux, Calvados.